# (13041) 1990 OS4
A (13041) 1990 OS4 a Naprendszer kisbolygóövében található aszteroida. Henry E. Holt fedezte fel 1990. július 25-én.

## Kapcsolódó szócikk
- Kisbolygók listája (13001–13500)